# Katsuragi (Nara)
Katsuragi (葛城市?) è una città giapponese della prefettura di Nara.